# Рікардо Інфанте
Рікардо Інфанте (ісп. Ricardo Infante, 21 червня 1924, Ла-Плата — 14 грудня 2008, Ла-Плата) — аргентинський футболіст, що грав на позиції нападника. Вважається винахідником футбольного трюку «рабона»
Посідає 7 місце за загальною кількістю голів у чемпіонаті Аргентини — 217 м'ячів. Займає 2 місце за загальною кількістю голів в історії клубу «Естудьянтес» — 180 м'ячів. Виступав також за національну збірну Аргентини, з якою був учасником чемпіонату світу.

## Клубна кар'єра

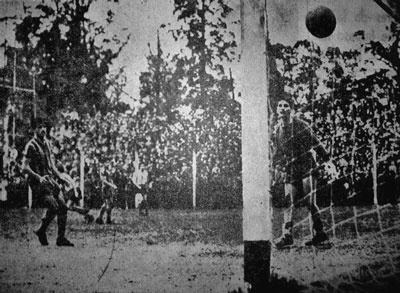
Рікардо Інфанте забиває легендарний гол «рабоною» у ворота «Росаріо Сентраль». 19 вересня 1948 року.

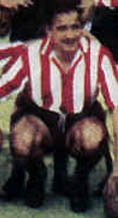
Рікардо Інфанте в 1942 році

Народився 21 червня 1924 року в місті Ла-Плата. Рікардо Інфанте був молодшим у багатодітній родині, де крім нього було 6 братів. Його улюбленою грою став футбол, в який він міг грати цілий день. Одного разу його помітив Мочо Віола, гравець клубу «Естудьянтес», який, разом з партнерами по команді, Аттілі і Бернардо Самп'єтро, запросив його в свій клуб. До цього, Інфанте пройшов перегляд у клубі «Хімнасія і Есгріма», проте йому сказали, що він «занадто низький». Також Віола з партнерами ходили просити до батька Рікардо, дона Антоніо, завзятому вболівальнику «Хімнасії», умовляючи його на перехід сина в «Естудьянтес». Лише після цього, Інфанте став гравцем клубу.
Дебютною грою Інфанте став матч з клубом «Рівер Плейт» 1 листопада 1942 року. У складі «Естудьянтеса» Інфанто став частиною знаменитої атакуючої четвірки клубу, що складалась з Мануеля Пелегріни, Хуліо Гальярдо і Хуана Хосе Негрі. Він також був частиною команди, яка стала володарем Кубка Ескобара 1944 року, а в наступному році і володарем Кубка Республіки, це перші офіційні титули в історії «Естудьянтеса» в професіональну епоху.
19 вересня 1948 року Інфанте забив один своїх знаменитих голів, ударом з 35-метрів вразивши ворота «Росаріо Сентраль» за допомогою трюку, пізніше названого «рабона».
Інфанте покинув клуб тільки в 1952 році, через втручання в справи команди з боку держави і несплати клубом заробітної плати гравцям. Відігравши три роки в «Уракані», Інфанте повернувся в «Естудьянтес» і виступав там аж до 1960 року, забивши загалом за команду 180 голів у 328 матчах вищого дивізіону аргентинського футболу. Враховуючи результати в інших командах, він має 217 м'ячів у 439 матчах чемпіонату і є сьомим найкращим гравцем за кількістю голів в аргентинському вищому дивізіоні.
Завершив ігрову кар'єру у команді «Хімнасія і Есгріма», за яку виступав протягом 1961 року.

## Виступи за збірну
У грудні 1952 року дебютував в офіційних матчах у складі національної збірної Аргентини в товариській грі проти Іспанії, де він забив переможний гол, а його команда виграла 1:0. Всього за збірну він провів 5 матчів і забив 2 голи; другий — у ворота Уругваю у відбіркових матчах до чемпіонату світу 1958 року. Він також поїхав на фінальну частину чемпіонату світу 1958 року у Швеції, але там на поле не виходив.

## Тренерська кар'єра
Наступного року Інфанте закінчив ігрову кар'єру і почав тренувати молодь «Хімнасії і Есгріми». У 1962 році, після відходу Адольфо Педернери, Інфанте тимчасово був головним тренером першої команди, поки Хуан Карлос Корассо не став тренером клубу в 1963 році. Після того, як Кораццо пішов, Інфанте знову тимчасово очолив першу команду до приходу Джима Лопеса. У 1965 році втретє тимчасово очолив першу команду «Хімнасії». У тому ж році його замінив Орасіо Торрес.
13 грудня 2008 року він відчув себе погано і був направлений до лікарні Інституто дель Діагностіко у місті Ла-Плата, де опівночі помер. Того ж дня він був похований на кладовищі парку Сентенаріо.